# Biskupiec
Biskupiec (în germană Bischofsburg) este un oraș în Polonia.